# 孟加影
孟加影（印尼語：Bengkayang）又稱勞勞、嘮嘮、拉拉，是印度尼西亞西加里曼丹省孟加影縣的縣治及一個鎮，位於孟加影縣中部，東鄰打掠鎮，南連萬那縣上喃吧哇鎮，西接雙溪勿洞鎮，北鄰魯麻鎮。

## 歷史
當初孟加影是三發蘇丹國地區的一個村莊，為商人以及金礦工歇息的地方，當地華人稱其為「勞勞」、是遙遠的意思。

## 行政區劃
孟加影鎮劃分為4個村和2個社區。
| 孟加影鎮下級行政區 | 孟加影鎮下級行政區 |
| 村                 | 社區               |
| ------------------ | ------------------ |
| Bani Amas          | Bumi Emas          |
| Bhakti Mulya       | Bumi Emas          |
| Setia Budi         | 沙巴羅社區         |
| Tirta Kencana      | 沙巴羅社區         |